# 马尼图湖
馬尼圖湖（又譯曼尼托湖）是世界上最大的湖中島中湖，位於加拿大安大略省的馬尼圖林島上。由於馬尼圖林島本身在休倫湖之内，馬尼圖湖被認為是最大的「湖中湖」，自馬尼圖河流經馬尼圖林島東南部後注入休倫湖中。